# Lindelbach (Salzbach)
Der Lindelbach ist ein gut einen halben Kilometer langer Bach auf dem Gebiet der Ortsgemeinde Lemberg im rheinland-pfälzischen Landkreis Südwestpfalz. Er ist ein rechter Zufluss des Salzbachs im Südwestlichen Pfälzerwald.

## Geographie

### Quellbereich
Der Lindelbach entsteht zwischen dem 307,4 m hohen Holzkopf im Westen und dem Bichtenberg im Osten aus zwei Quellbächen.
Der linke Quellast ist gut 0,1 km lang und hat ein Einzugsgebiet von etwa 3 km². Er entspringt auf einer Höhe von ungefähr 238 m ü. NHN  östlich des Holzkopfs in einer Feuchtwiesenzunge etwa 30 Meter westlich der L 487. Er fließt, begleitet von der L 487, in nördlicher Richtung durch einen schmalen und auf beiden Seiten durch Mischwald begrenzten Feuchtwiesenstreifen. Beim Waldgewann Im Lindel vereinigt er sich auf einer Höhe von 237 m ü. NHN mit dem rechten Quellast (⊙).
Der rechte Quellast ist 0,3 km lang und hat ein Einzugsgebiet von ungefähr 0,15 km². Er entspringt am Westhang des Bichtenbergs auf einer Höhe von etwa 279 m ü. NHN  in einem Laubwald (⊙). Er läuft in westlicher Richtung durch Laubwald, unterquert dann noch die L 487 und fließt kurz danach in einer Magerwiese mit dem linken Quellast zusammen.

### Weiterer Verlauf
Der vereinigte Bach fließt zwischen dem Holzkopf, auf dem sich ein Felsband aus natürlichen Silikatgesteinen entlang zieht, und dem Bichtenberg in leichten Bögen in nördlicher Richtung in einem Feuchtwiesenstreifen durch Mischwald, kreuzt dann noch einen Feldweg und mündet schließlich auf einer Höhe von etwa 230 m ü. NHN  von links in den aus dem Westen kommenden unteren Salzbach. Gut 100 m bachaufwärts mündet von der anderen Seite der Steinbach.
Der etwa 580 m lange Lauf des Lindelbachs endet ungefähr 8 Höhenmeter unterhalb des Ursprungs seines linken Quellasts, er hat somit ein mittleres Sohlgefälle von etwa 14 ‰.

### Einzugsgebiet
Das 3,239 km² große Einzugsgebiet des Lindelbachs liegt im Südwestlichen Pfälzerwald und wird durch ihn über den Salzbach, die Lauter und den Rhein zur Nordsee entwässert.
Es grenzt
- im Südosten an das Einzugsgebiet des Moosbachs, der in die Lauter mündet;
- im Süden an das des Fischbachs, der über die Sauer in den Rhein entwässert;
- im Westen an das des Storrbachs, der ebenfalls in den  Salzbach mündet und
- ansonsten an das des Salzbachs direkt.

Das gesamte Einzugsgebiet ist fast vollständig bewaldet. Die höchste Erhebung ist der Bichtenberg mit einer Höhe von 404,4 m im Osten des Einzugsgebiets.

## Natur und Umwelt
Im Einzugsgebiet des Lindelbachs sind mehrere Biotope.

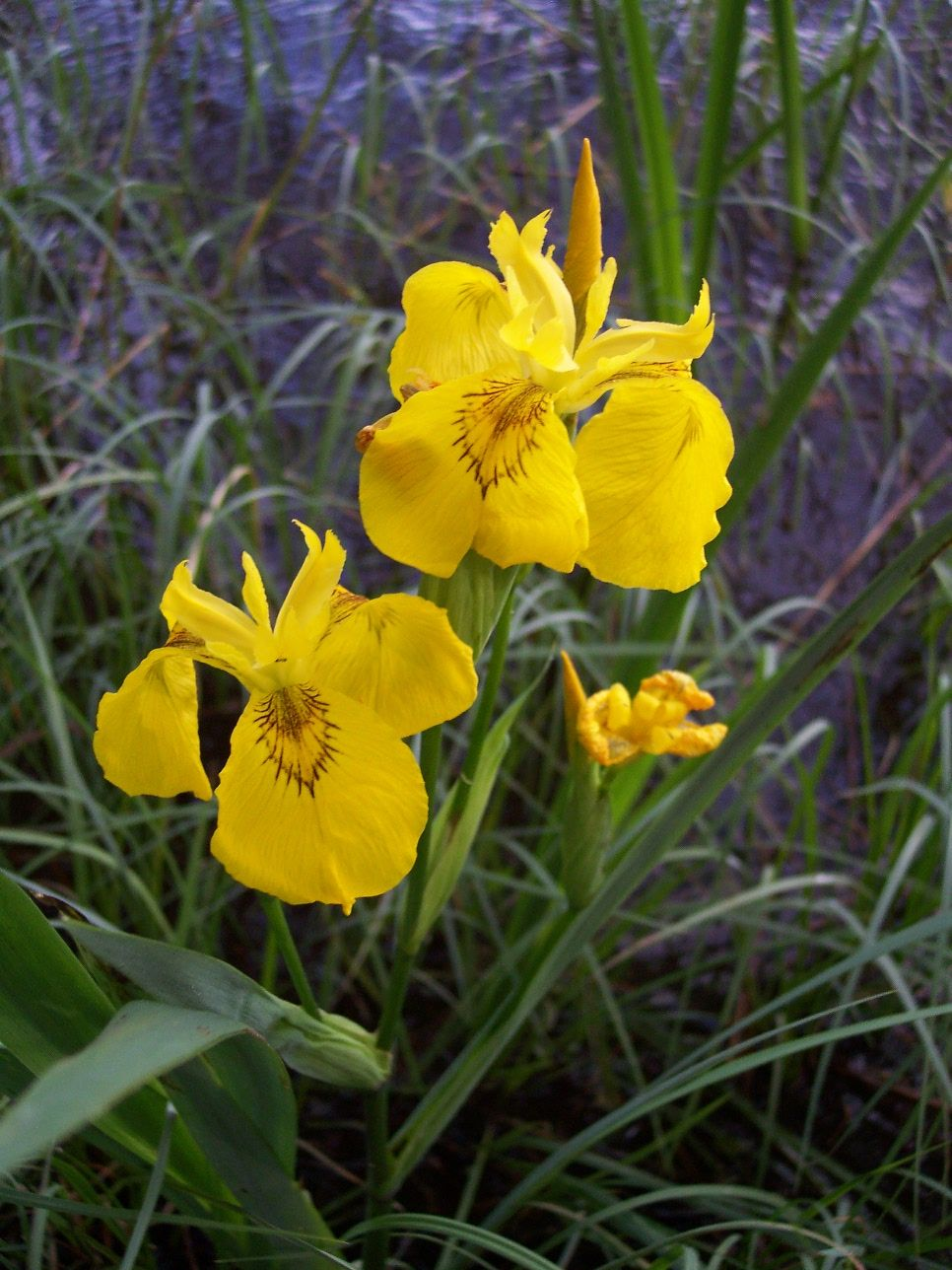
Die Gelbe Schwertlilie

Im Bereich der Bachaue befinden sich Feuchtwiesen, in denen die Ohrweide, der Gewöhnliche Wald-Engelwurz, die Zweizeilige Segge, die Wiesenflockenblume, die Sumpfkratzdistel, die Rasenschmiele, das Wiesenlabkraut, das Wollige Honiggras, des Gefleckte Johanniskraut, die Gelbe Schwertlilie, die Spitzblütige- und die Flatterbinse sowie der Gemeine Gilbweiderich und die Gemeine Waldsimse wachsen.
In der kleinen Magerwiese im Bereich des Zusammenflusses der beiden Quelläste gedeihen die Wiesenschafgarbe, das Rote Straußgras, der Gewöhnliche Glatthafer, die Zweizeilige Segge, die Heidenelke, die Zypressenwolfsmilch, das Echte Labkraut, das Wollige Honiggras, der Kleine Sauerampfer, der Kleine Wiesenknopf und der Arzneithymian.
Auf dem Holzkopf wachsen Sandbirken, Rotbuchen, Gewöhnliche Ebereschen und Fichten und in der Krautschicht gedeihen dort der Frauenfarn, die Drahtschmiele, die Heidelbeere, der Kleine Dorn- und der Gemeine Tüpfelfarn sowie der  Braunstielige und  der Schwarzstielige Streifenfarn.